# Egidio Miragoli
Egidio Miragoli (Gradella, fração comunal de Pandino, 20 de julho 1955) é um bispo católico italiano. Desde 29 de setembro de 2017, é o bispo de Mondovì.

## Biografia
Nascido em Gradella, pertencente à comuna de Pandino, completa os estudos teológicos em Roma, na Pontifícia Universidade Gregoriana. Até sua nomeação bispal foi professor de direito canónico.
Em 1994, foi também nomeado pároco da paróquia santa Francisca Xavier Cabrini em Lodi.
Em 29 de setembro de 2017 foi nomeado paroco de Mondovì pelo Papa Francisco; foi consagrado em 11 de novembro seguinte na catedral de Lodi pelas mãos de dom Maurizio Malvestiti; à cerimonia participaram cerca de 300 Monregaleses e 24 bispos. Tomou posse na catedral de Mondovì em 8 de dezembro.

## Publicações
- Il sacramento della penitenza. Il ministero del confessore: indicazioni canoniche e pastorali, curatela. Milano, Àncora Editrice, 1999, ISBN 88-7610-764-9.
- Il Consiglio pastorale diocesano secondo il Concilio e la sua attuazione nelle diocesi lombarde, tesi di dottorato, Roma, Pontificia università gregoriana, 2000, ISBN 88-7652-855-5.

## Outras imagens

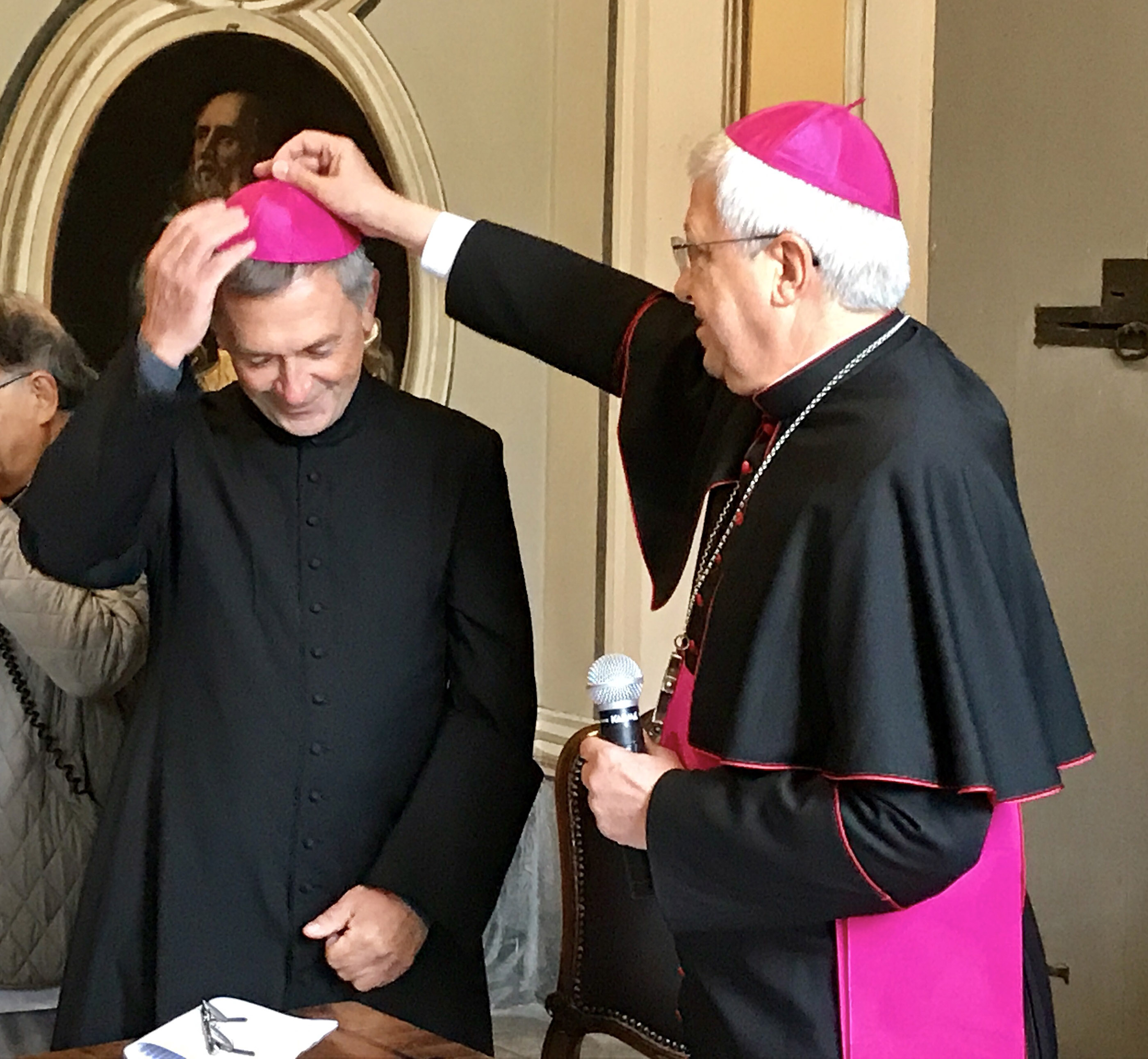
Dom Egidio, apenas eleito bispo de Mondovì, recebe o solidéu das mãos de dom Maurizio Malvestiti, 29 de setembro de 2017
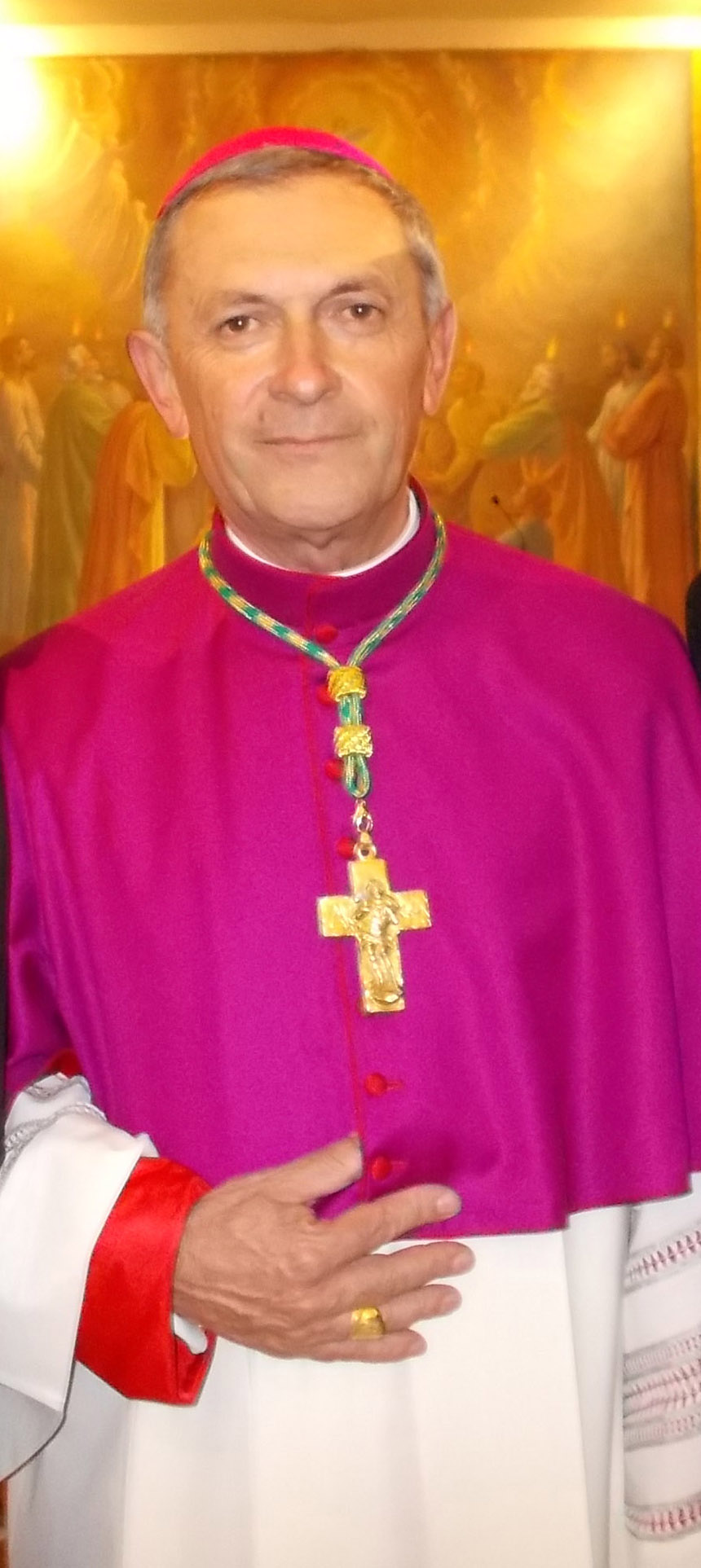
Dom Egidio, no dia da sua ordenação episcopal, 11 de novembro de 2017